# Bythocrotus
Bythocrotus is een geslacht van spinnen uit de familie springspinnen (Salticidae).

## Soorten
De volgende soorten zijn bij het geslacht ingedeeld:
- Bythocrotus cephalotes (Simon, 1888)